# Director musical

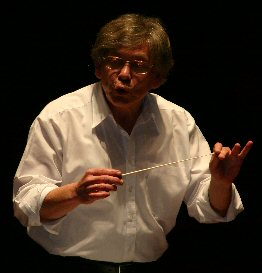
Director Alexandru Lascae

Un director musical es una persona que dirige un grupo de músicos, ya sea instrumentistas, cantante, coro o combinación de personas que cumplirán alguna función al ejecutarse la obra musical.
En los tiempos modernos, se requieren directores musicales que se preocupen de las actividades relacionadas
con los conciertos y presentaciones de los grandes artistas, ya que las giras y distintos escenarios hacen la tarea más compleja que actuar en recintos cerrados, cuya acústica está perfeccionada y sus instalaciones son estables, confiables y seguras.
En el caso de las grabaciones discográficas se presentan exigencias adicionales y se deben tomar decisiones sobre los ruidos ambientales que podrían o no ser incluidos en la grabación. Se acostumbra llamar al director de orquesta, Maestro o Director musical, pero este último término tiene un concepto algo más amplio que el propio del director de orquesta, aun cuando también este debe realizar múltiples tareas previas a la presentación misma del grupo musical. 